# 富永益生
富永 益生（とみなが ますお、1971年3月31日 - ）は、愛知県豊橋市出身の競輪選手。日本競輪選手会愛知支部所属、ホームバンクは豊橋競輪場。日本競輪学校（当時。以下、競輪学校）第66期生。

## 経歴
末弟は元大相撲前頭で、現在は年寄・山分の武雄山喬義。当人は次兄。
愛知県立新城高等学校時代、小学校から続けていたサッカーに興じる傍ら、同校の先輩である松井英幸（52期）の出身サイクリングクラブである「天狗党」にも籍を置いた。松井が1986年の世界自転車選手権・プロスプリントにおいて中野浩一に次いで2位に入ったことを後に知り、競輪選手への道を決意する。競輪学校での同期には、児玉広志、岡部芳幸らがいる。
1990年8月9日、奈良競輪場でデビューし5着。初勝利は同年同月11日の同場。
1992年の高松宮杯競輪以降、2009年の競輪祭までほぼ常時特別競輪（現在のGI）に参加しており、GIIでは、1993年のふるさとダービー（武雄競輪場、8着）と、1996年の共同通信社杯競輪（名古屋競輪場、8着）において決勝に進出している。
2024年5月12日、富山FII初日第9レース（特予選）にて勝利し、通算500勝を達成。S級創設（1983年4月）以降女子（4人）も含めて通算55人目の記録で、登録日から33年10か月11日（登録日を含まない）での達成であった。規程により後日、JKAより表彰予定。